# Будріно
Бу́дріно (рос. Будрино) — присілок у складі Великоустюзького району Вологодської області, Росія. Входить до складу Юдинського сільського поселення.

## Населення
Населення — 83 особи (2010; 74 у 2002).
Національний склад (станом на 2002 рік):
- росіяни — 99 %